# Ophiomyia furcata
Ophiomyia furcata este o specie de muște din genul Ophiomyia, familia Agromyzidae, descrisă de Mitsuhiro Sasakawa în anul 1988. Conform Catalogue of Life specia Ophiomyia furcata nu are subspecii cunoscute.